# Pageant

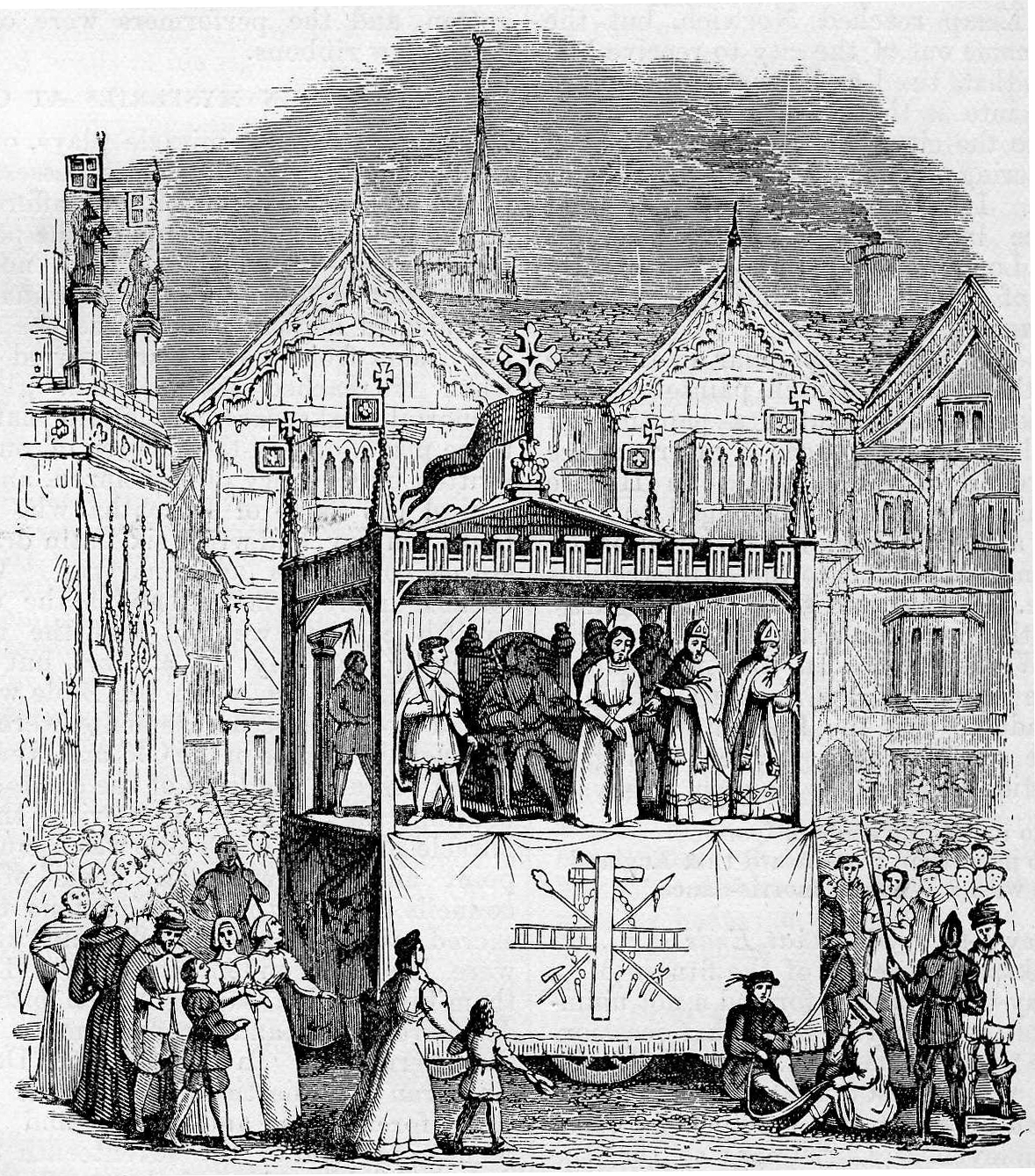
Un pageant utilizzato nel Ciclo di Chester

I pageants (singolare: pageant, comunemente chiamati in lingua inglese anche pageant wagons) erano in epoca medievale dei carri trainati da buoi che trasportavano sopra di essi le scene rappresentate nei miracle plays o mystery plays. Si trattava più comunemente di carri costituiti da costruzioni in legno a uno o due piani; mentre il piano sottostante veniva utilizzato come spogliatoio per gli attori, quello sovrastante era il palco vero e proprio su cui veniva rappresentata la scena.
Il termine pageant, nel significato moderno, è rimasto ad indicare una cerimonia spettacolare, in ricordo dell'antico utilizzo dei carri nel corso delle sacre rappresentazioni.
L'utilizzo dei pageants è attestato a partire dal teatro medievale nella zona delle Midlands, a differenza dell'Anglia orientale e delle zone meridionali dove si utilizzavano comuni strutture lignee non mobili come nel resto d'Europa. Nei Paesi Bassi si usavano invece i wagenspel con fini analoghi ai pageants anglosassoni.
Successivamente il termine pageant venne utilizzato per denominare le complesse macchine in legno impiegate in epoca Tudor per la rappresentazione dei masque.
L'aspetto reale dei carri è questione controversa: mentre l'iconografia coeva non conserva testimonianze precedenti il 1580 circa, le descrizioni dei testimoni dell'epoca fanno supporre che i carri avessero uno o due piani e che possedessero sei o quattro ruote. In un caso, ci viene descritto un carro a due sole ruote sebbene non fosse propriamente un carro adibito ad uso spettacolo.